# TV Noise
TV Noise est un duo de disc jockeys et producteurs néerlandais.
Le groupe est essentiellement connu pour ses collaborations avec Dannic et Martin Garrix, et signa sur des labels de renommée internationale comme Spinnin' Records ou Revealed Recordings.
Absent plusieurs mois de la scène internationale, le duo revient en juin 2015 avec un nouveau single, Tell Me, sorti sur Fly Eye Records.

## Discographie

### Singles
- 2012 : Oxford (avec Julian Jordan) [Spinnin Records]
- 2012 : Tom [Spinnin Records]
- 2012 : Kill The Radio [Spinnin Records]
- 2013 : Just Some Loops (avec Martin Garrix) [Spinnin Records]
- 2013 : Childish Grandpa (avec Julian Jordan) [Spinnin Records]
- 2014 : Yamidoo [Musical Freedom]
- 2014 : The Hold [DOORN (Spinnin)]
- 2014 : Solid (avec Dannic) [Revealed Recordings]
- 2015 : Tell Me [Fly Eye Records]
- 2016 : Bring Me Down [Spinnin Records]
- 2018 : Milkshake [Spinnin Records]
- 2018 : Run [Spinnin Records]
- 2018 : 808 [STMPD Records]

- 2018 : Weird [STMPD Records]
- 2018 : Scream [STMPD Records]
- 2018 : Papi Chulo [STMPD Records]
- 2018 : Fire (With Blinders) [STMPD Records]
- 2019 : EDM O'CLOCK (avec Dillon Francis) [STMPD Records]
- 2019 : Lasers [STMPD Records]
- 2019 : Rave [STMPD Records]
- 2019 : Freaky All Night (avec Dominique Young Unique) [STMPD Records]
- 2019 : Mumble [STMPD Records]
- 2020 : Turn Up The Bass [STMPD Records]

### EP
- 2017: Cell Phone EP [Spinnin Records]
- 2019 : Bring It Back EP [STMPD Records]

### Remixes
- 2011 : Martin Solveig, Dragonette, Idoling!!! - Big In Japan (TV Noise Remix) [Mixture]
- 2012 : Michael Canitrot - Right On Me (TV Noise Remix) [Believe Recordings]
- 2012 : Morgan Nagoya - Promised Land (TV Noise Remix) [Believe]
- 2012 : Saint Liz, Chris Decent - Dance Machine (TV Noise Remix) [Strangers in Paradise Recordings]
- 2012 : Trent Cantrelle - I Want A Freak (TV Noise Remix) [Spinnin Records]
- 2012 : Sunnery James & Ryan Marciano - Lethal Industry (TV Noise Remix) [Spinnin Records]
- 2012 : Hook N Sling, NERVO - Reason (TV Noise Remix) [Spinnin Records]
- 2013 : Daddy's Groove - Stellar (TV Noise Remix) [Spinnin Records]
- 2013 : Style Of Eye, Tom Staar, Matthew Koma - After Dark (TV Noise Remix) [Wall Recordings]
- 2015 : Showtek, MC Ambush - 90s By Nature (TV Noise Remix) [Skink]
- 2015 : Rudimental - Rumour Mill (TV Noise Remix) [Big Beat Records / Warner Music Group]
- 2016 : Cheat Codes, Kris Kross Amsterdam - Sex (TV Noise Remix) [Spinnin Records]